# لورنسو ریس (بازیکن فوتبال، زاده ۱۹۵۱)
لورنسو ریس (اسپانیایی: Lorenzo Reyes‎؛ زادهٔ ۱۰ اوت ۱۹۵۱) بازیکن فوتبال اهل مکزیک بود.
وی همچنین در تیم ملی فوتبال مکزیک بازی کرده‌است.